# Бенедиктинский монастырь Святого Иоанна
Монасты́рь Свято́го Иоа́нна (романш. Clostra Son Jon, нем. Kloster St. Johann) — старинный бенедиктинский монастырь, расположенный в швейцарской деревне Мюстаир (долина Валь Мюстаир, кантон Граубюнден). В 1983 году внесён в список памятников Всемирного наследия ЮНЕСКО как хорошо сохранившийся монастырь эпохи Каролингов.

## История
Аббатство было создано приблизительно в 780 году епископом Кура , предположительно, по приказу Карла Великого. Оно было построено примерно в одно время с монастырями Кациса, Мистаиля, Пфеферса и Дисентиса. Аббатство было основано в долине Валь Мюстаир, через которую проходил путь через перевал Офенпасс из Италии в Энгадин, и было укреплено, чтобы контролировать этот горный проход. В 881 году аббатство полностью перешло под контроль епископа Кура.

Около 800 года перед монастырским кладбищем была построена часовня Креста. В течение первых лет существования аббатства, в начале XI века, в церкви был изображён ряд фресок. В дальнейшем, в XI—XII вв., поверх старых фресок были нанесены новые изображения. Первоначальные изображения были скрыты, и снова обнаружены только в XX веке. 

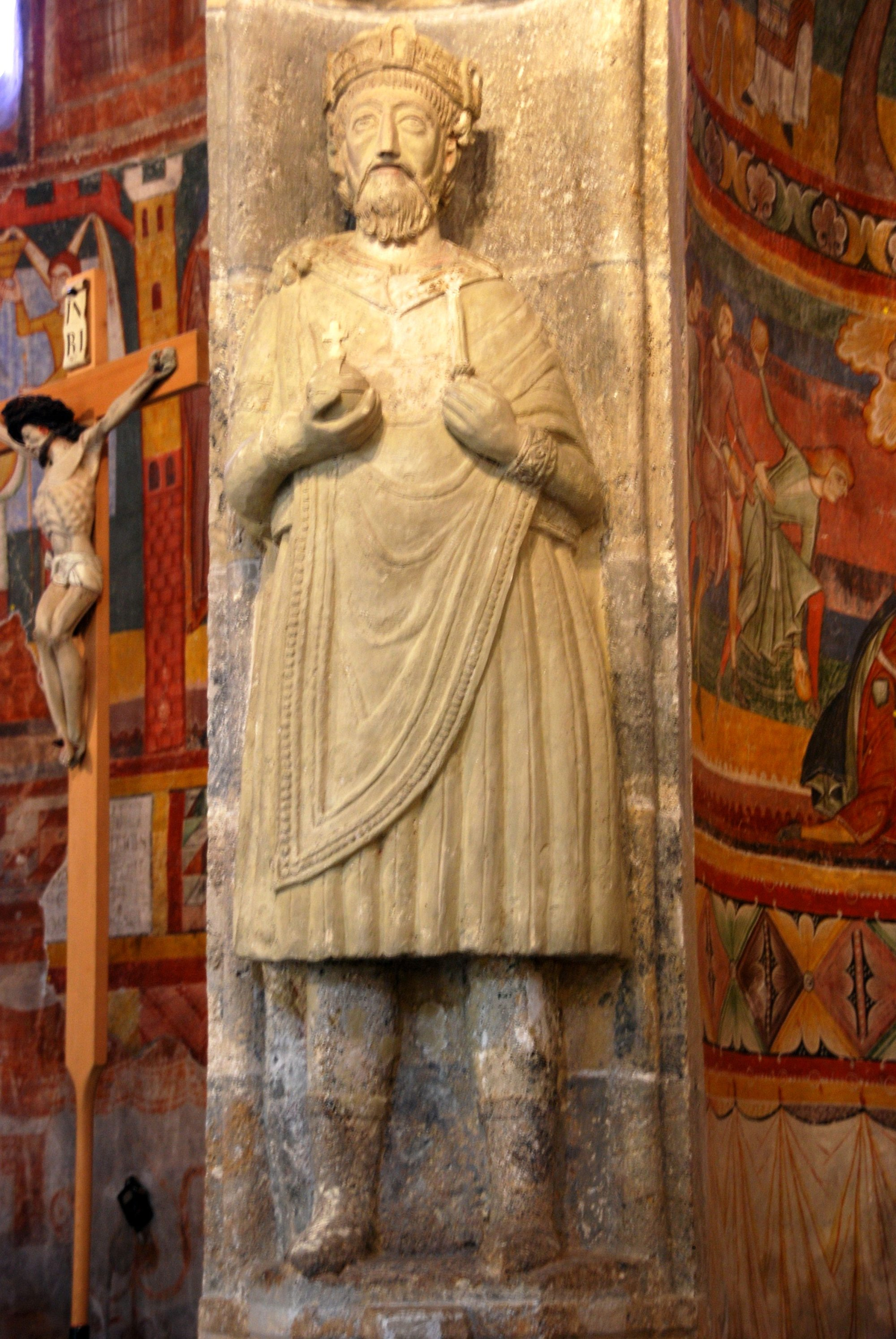
Статуя Карла Великого в церкви аббатства

В X веке к церкви аббатства была пристроена башня. В течение XI века епископ Кура увеличил свою резиденцию в монастыре. Был построен ряд новых зданий, в том числе жилая башня, клуатр, двойная часовня святых Ульриха и Николая. Двухэтажная резиденция епископа была отделана барельефами стукко и фресками. В XII веке монастырь на некоторое время стал женским. Преобразование аббатства в женский монастырь впервые упоминается в 1167 году, но фактически это произошло несколько раньше.
Швабская война, во время которой Габсбурги пытались установить контроль над Граубюнденом и ключевыми альпийскими перевалами, началась именно здесь. 20 января 1499 года войска Габсбургов оккупировали долину и разграбили монастырь, но вскоре, после битвы при Кальвине (нем. Calvin), были потеснены силами Трёх союзов (нем. Drei Bünde). После этого столкновения между Габсбургами и Швейцарской конфедерацией было заключено перемирие. Однако это перемирие продлилось всего несколько дней, вспыхнул новый конфликт между войсками союзников конфедерации и Габсбургов. Эти стычки быстро переросли в Швабскую войну, которая завершилась в сентябре 1499 года Базельским миром, предоставившим Швейцарской конфедерации относительную независимость.
Около 1500 года монастырская церковь была перестроена из однонефной, в стиле Каролингов, в трёхнефную в позднеготическом стиле. Вскоре после этого, в 1524 и 1526 годах, Иланцский договор ослабил светскую власть епископа Кура, и уменьшил финансовую поддержку монастыря. Это ограничило дальнейшее строительство монастыря.
После Тридентского собора с 1600 год а по 1614 год епископ произвёл ряд реформ, регулирующих церковную жизнь. Реформы определяли допущенных к таинствам, также благодаря им при монастыре была построена новая пивоварня. В это время также был смягчён ряд других требований к монахам, включая требования к общим помещениям для сна.
В настоящее время монастырь Святого Иоанна в Мюстаире является женским монастырём.

## Роспись монастыря

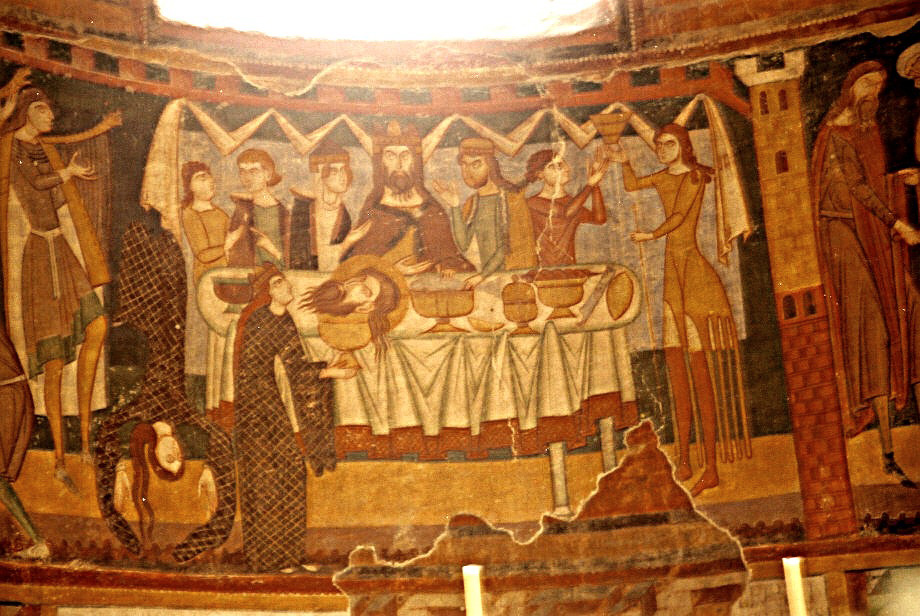
Танец Саломеи на ужине Ирода Антипы

Во время реставрационных работ, проводившихся в XX веке, были обнаружены романские фрески 1160-х годов. Ряд других фресок датируется периодом правления Карла Великого. ЮНЕСКО признало их величайшей сохранившейся серией изображений, датированных 800-ми годами, а также лепнины, романских фресок и стукко..
В оригинальной однонефной церкви с пятью апсидами сохранилось несколько фресок Раннего Средневековья, датированных приблизительно 800-ми годами. Изображения организованы в пять рядов, которые идут с южной стены через западную стену к северной. Верхний ряд показывает сцены жизни царя Давида из Ветхого Завета. Следующие три ряда изображают сцены юности, жизни и Страстей Христовых. Нижний ряд содержит сцены распятия Святого Андрея. На западной стене ряды изображений замыкаются картиной Страшного Суда. Рисунки были выполнены в ограниченной цветовой гамме, включающей охру, красный и коричневый цвета, для лучшего понимания эволюции некоторых христианских иконографических тем, таких как Страшный суд.
Апсиды и восточная стена были заново расписаны в XII веке романскими фресками на различные библейские темы: празднование дня рождения Ирода Антипы (включая танец дочери Иродиады, повлёкший за собой казнь Иоанна Крестителя), притчу о десяти девах, лики апостолов и Святого Стефана.

## Туризм
При монастыре имеются музей в башне Планта (Planta) и магазин сувениров, проводятся экскурсии для туристов.